# Леонесса
Леонесса (італ. Leonessa) — муніципалітет в Італії, у регіоні Лаціо,  провінція Рієті.
Леонесса розташована на відстані близько 85 км на північний схід від Рима, 21 км на північний схід від Рієті.
Населення — 2454 особи (2014).
Щорічний фестиваль відбувається 4 лютого. Покровитель — San Giuseppe da Leonessa.

## Демографія
Населення за роками:

Станом на 1 січня 2023 року в муніципалітеті офіційно проживало 160 іноземців з 12 країн, серед них 102 громадяни країн Євросоюзу та 5 громадян України.

## Сусідні муніципалітети
- Канталіче
- Кашія
- Читтареале
- Ферентілло
- Мічильяно
- Монтелеоне-ді-Сполето
- Поджо-Бустоне
- Поліно
- Поста
- Риводутрі